# Glen Campbell/Diskografie
Diese Diskografie ist eine Übersicht über die musikalischen Werke des US-amerikanischen Countrysängers Glen Campbell. Den Schallplattenauszeichnungen zufolge hat er bisher mehr als 13,9 Millionen Tonträger verkauft, davon alleine in seiner Heimat über zwölf Millionen. Seine erfolgreichste Veröffentlichung ist das Album Wichita Lineman mit über zwei Millionen verkauften Einheiten.

## Alben

### Studioalben
| Jahr                        | Titel Musiklabel                                                             | Höchstplatzierung, Gesamtwochen, AuszeichnungChartplatzierungen (Jahr, Titel, Musiklabel, Platzierungen, Wochen, Auszeichnungen, Anmerkungen) | Höchstplatzierung, Gesamtwochen, AuszeichnungChartplatzierungen (Jahr, Titel, Musiklabel, Platzierungen, Wochen, Auszeichnungen, Anmerkungen) | Höchstplatzierung, Gesamtwochen, AuszeichnungChartplatzierungen (Jahr, Titel, Musiklabel, Platzierungen, Wochen, Auszeichnungen, Anmerkungen) | Anmerkungen |
| Jahr                        | Titel Musiklabel                                                             | DE | UK | US | Anmerkungen |
| --------------------------- | ---------------------------------------------------------------------------- | --- | --- | --- | --- |
| 1962                        | Big Bluegrass Special Capitol Records                                        | — | — | — | Erstveröffentlichung: November 1962 mit The Green River Boys                                                                               |
| 1963                        | Too Late to Worry – Too Blue to Cry Capitol Records                          | — | — | — | Erstveröffentlichung: April 1963 |
| 1964                        | The Astounding 12-String Guitar of Glen Campbell Capitol Records             | — | — | — | Erstveröffentlichung: März 1964 |
| 1965                        | The Big Bad Rock Guitar of Glen Campbell Capitol Records                     | — | — | — | Erstveröffentlichung: September 1964 |
| 1967                        | Burning Bridges Capitol Records                                              | — | — | — | Erstveröffentlichung: Juni 1967 |
| 1967                        | Gentle on My Mind Capitol Records                                            | — | — | US5 Platin · (75 Wo.)US | Erstveröffentlichung: August 1967 |
| 1967                        | By the Time I Get to Phoenix Capitol Records                                 | — | — | US15 Platin · (80 Wo.)US | Erstveröffentlichung: November 1967 Grammy (Album of the Year)                                                                             |
| 1968                        | Hey, Little One Capitol Records                                              | — | — | US26 Gold · (51 Wo.)US | Erstveröffentlichung: März 1968 |
| 1968                        | A New Place in the Sun Capitol Records                                       | — | — | US24 (33 Wo.)US | Erstveröffentlichung: Mai 1968 |
| 1968                        | Bobbie Gentry & Glen Campbell Capitol Records                                | — | UK50 (1 Wo.)UK | US11 Gold · (47 Wo.)US | Erstveröffentlichung: 16. September 1968 Charteintritt UK: Februar 1970 mit Bobbie Gentry                                                  |
| 1968                        | That Christmas Feeling Capitol Records                                       | — | — | US— GoldUS | Erstveröffentlichung: Oktober 1968 Weihnachtsalbum, Platz 1 der US-Christmas-Charts                                                        |
| 1968                        | Wichita Lineman Capitol Records                                              | — | — | US1 ×2Doppelplatin · (46 Wo.)US | Erstveröffentlichung: 4. November 1968 |
| 1969                        | Galveston Capitol Records                                                    | — | — | US2 Platin · (42 Wo.)US | Erstveröffentlichung: März 1969 |
| 1970                        | Try a Little Kindness Capitol Records                                        | — | UK28 (11 Wo.)UK | US12 Gold · (28 Wo.)US | Erstveröffentlichung: Januar 1970 |
| 1970                        | Oh Happy Day Capitol Records                                                 | — | — | US38 (19 Wo.)US | Erstveröffentlichung: April 1970 |
| 1970                        | The Glen Campbell Goodtime Album Capitol Records                             | — | UK16 (5 Wo.)UK | US27 (21 Wo.)US | Erstveröffentlichung: September 1970 |
| 1971                        | The Last Time I Saw Her Capitol Records                                      | — | — | US87 (9 Wo.)US | Erstveröffentlichung: Juli 1971 |
| 1971                        | Anne Murray / Glen Campbell Capitol Records                                  | — | — | US128 (8 Wo.)US | Erstveröffentlichung: November 1971 mit Anne Murray                                                                                        |
| 1972                        | Glen Travis Campbell Capitol Records                                         | — | — | US148 (13 Wo.)US | Erstveröffentlichung: Oktober 1972 |
| 1973                        | I Knew Jesus (Before He Was a Star) Capitol Records                          | — | — | US154 (6 Wo.)US | Erstveröffentlichung: Mai 1973 |
| 1973                        | I Remember Hank Williams Capitol Records                                     | — | — | — | Erstveröffentlichung: Oktober 1973 |
| 1974                        | Houston (I’m Comin’ to See You!) Capitol Records                             | — | — | US166 (5 Wo.)US | Erstveröffentlichung: April 1974 |
| 1974                        | Reunion (The Songs of Jimmy Webb) Capitol Records                            | — | — | US166 (5 Wo.)US | Erstveröffentlichung: Oktober 1974 |
| 1975                        | Ernie Sings and Glen Picks Capitol Records                                   | — | — | — | Erstveröffentlichung: Mai 1975 mit Tennessee Ernie Ford                                                                                    |
| 1975                        | Rhinestone Cowboy Capitol Records                                            | — | UK38 Gold · (8 Wo.)UK | US17 Gold · (30 Wo.)US | Erstveröffentlichung: Juli 1975 |
| 1976                        | Bloodline Capitol Records                                                    | — | — | US63 (9 Wo.)US | Erstveröffentlichung: April 1976 |
| 1977                        | Southern Nights Capitol Records                                              | — | UK51 (1 Wo.)UK | US22 Gold · (22 Wo.)US | Erstveröffentlichung: Februar 1977 |
| 1978                        | Basic Capitol Records                                                        | — | — | US164 (5 Wo.)US | Erstveröffentlichung: Oktober 1978 |
| 1979                        | Highwayman Capitol Records                                                   | — | — | — | Erstveröffentlichung: Oktober 1979 |
| 1980                        | Somethin’ ’Bout You Baby I Like Capitol Records                              | — | — | — | Erstveröffentlichung: Juni 1980 |
| 1981                        | It’s the World Gone Crazy Capitol Records                                    | — | — | US178 (3 Wo.)US | Erstveröffentlichung: Januar 1981 |
| 1982                        | Old Home Town Atlantic Records                                               | — | — | — | Erstveröffentlichung: September 1982 |
| 1984                        | Letter to Home Atlantic Records                                              | — | — | — | Erstveröffentlichung: Mai 1984 |
| 1985                        | No More Night Word Records                                                   | — | — | — | Erstveröffentlichung: 14. August 1985 |
| 1985                        | It’s Just a Matter of Time Atlantic Records                                  | — | — | — | Erstveröffentlichung: Oktober 1985 |
| 1987                        | Still within the Sound of My Voice MCA Nashville                             | — | — | — | Erstveröffentlichung: August 1987 |
| 1988                        | Light Years MCA Nashville                                                    | — | — | — | Erstveröffentlichung: August 1988 |
| 1989                        | Favorite Hymns Word Records                                                  | — | — | — | Erstveröffentlichung: 1989 |
| 1990                        | Walkin’ in the Sun Capitol Records                                           | — | — | — | Erstveröffentlichung: 17. April 1990 |
| 1991                        | Unconditional Love Liberty Records                                           | — | — | — | Erstveröffentlichung: 7. Januar 1991 |
| 1991                        | Show Me Your Way New Haven Records                                           | — | — | — | Erstveröffentlichung: 6. September 1991 |
| 1992                        | Wings of Victory New Haven Records                                           | — | — | — | Erstveröffentlichung: Juni 1992 |
| 1993                        | Somebody Like That Liberty Records                                           | — | — | — | Erstveröffentlichung: 9. Februar 1993 |
| 1993                        | Home for the Holidays New Haven Records                                      | — | — | — | Erstveröffentlichung: September 1993 |
| 1994                        | The Boy in Me New Haven Records                                              | — | — | — | Erstveröffentlichung: 15. April 1994 |
| 1995                        | Christmas with Glen Campbell Laserlight Records                              | — | — | — | Erstveröffentlichung: 19. September 1995                                                                                                   |
| 1998                        | A Glen Campbell Christmas TNN Classic Sessions                               | — | — | — | Erstveröffentlichung: Dezember 1998 |
| 1999                        | My Hits and Love Songs EMI Music                                             | — | UK50 (2 Wo.)UK | — | Erstveröffentlichung: 20. September 1999 Doppelalbum aus der Kompilation My Hits und dem Studioalbum Love Songs                            |
| 2004                        | Love Is the Answer: 24 Songs of Faith, Hope and Love Universal South Records | — | UK50 (2 Wo.)UK | — | Erstveröffentlichung: 8. Juni 2004 |
| 2008                        | Meet Glen Campbell Capitol Records                                           | — | UK54 Silber · (2 Wo.)UK | US155 (1 Wo.)US | Erstveröffentlichung: 19. August 2008 |
| 2011                        | Ghost on the Canvas Inertia                                                  | — | UK27 Silber · (8 Wo.)UK | US24 (4 Wo.)US | Erstveröffentlichung: 30. August 2011 |
| 2012                        | Glen Campbell and Jimmy Webb in Session Fantasy Records                      | — | UK27 (8 Wo.)UK | US24 (4 Wo.)US | Erstveröffentlichung: 25. September 2012 mit Jimmy Webb, aufgenommen 1988                                                                  |
| 2013                        | See You There Surfdog Records                                                | — | UK35 (2 Wo.)UK | US89 (1 Wo.)US | Erstveröffentlichung: 13. August 2013 |
| 2017                        | Adiós UME Direct                                                             | — | UK3 Gold · (19 Wo.)UK | US40 (5 Wo.)US | Erstveröffentlichung: 9. Juni 2017 |
| Posthume Veröffentlichungen |                                                                              | | | | |
|                             |                                                                              | | | | |
| 2018                        | Sings for the King UME Direct                                                | — | UK84 (1 Wo.)UK | — | Erstveröffentlichung: 16. November 2018 unveröffentlichte Aufnahmen, die Campbell zwischen 1964 und 1968 für Elvis Presley geschrieben hat |

### Livealben
| Jahr | Titel Musiklabel                                                       | Höchstplatzierung, Gesamtwochen, AuszeichnungChartplatzierungen (Jahr, Titel, Musiklabel, Platzierungen, Wochen, Auszeichnungen, Anmerkungen) | Höchstplatzierung, Gesamtwochen, AuszeichnungChartplatzierungen (Jahr, Titel, Musiklabel, Platzierungen, Wochen, Auszeichnungen, Anmerkungen) | Höchstplatzierung, Gesamtwochen, AuszeichnungChartplatzierungen (Jahr, Titel, Musiklabel, Platzierungen, Wochen, Auszeichnungen, Anmerkungen) | Anmerkungen |
| Jahr | Titel Musiklabel                                                       | DE | UK | US | Anmerkungen |
| ---- | ---------------------------------------------------------------------- | --- | --- | --- | --- |
| 1969 | Glen Campbell: Live Capitol Records                                    | — | UK16 (14 Wo.)UK | US13 Gold · (29 Wo.)US | Erstveröffentlichung: August 1969 live aufgenommen im Garden States Art Center in Holmdel, New Jersey Charteintritt UK: Januar 1970 |
| 1975 | Live in Japan Capitol Records                                          | — | — | — | Erstveröffentlichung: 1975 |
| 1977 | Live at the Royal Festival Hall Capitol Records                        | — | — | US171 (5 Wo.)US | Erstveröffentlichung: November 1977 mit Royal Philharmonic Orchestra                                                                |
| 1981 | Glen Campbell Live RCA Records                                         | — | — | — | Erstveröffentlichung: November 1981                                                                                                 |
| 2001 | Glen Campbell in Concert with the South Dakota Symphony Columbia River | — | — | — | Erstveröffentlichung: 2001 |
| 2011 | Through the Years Live: Ultimate Collection Columbia River             | — | — | — | Erstveröffentlichung: 2011 CD + DVD                                                                                                 |
| 2021 | Live from the Troubadour Big Machine                                   | — | — | — | Erstveröffentlichung: 23. Juli 2021                                                                                                 |

### Kompilationen
| Jahr | Titel Musiklabel                                              | Höchstplatzierung, Gesamtwochen, AuszeichnungChartplatzierungen (Jahr, Titel, Musiklabel, Platzierungen, Wochen, Auszeichnungen, Anmerkungen) | Höchstplatzierung, Gesamtwochen, AuszeichnungChartplatzierungen (Jahr, Titel, Musiklabel, Platzierungen, Wochen, Auszeichnungen, Anmerkungen) | Höchstplatzierung, Gesamtwochen, AuszeichnungChartplatzierungen (Jahr, Titel, Musiklabel, Platzierungen, Wochen, Auszeichnungen, Anmerkungen) | Anmerkungen                                                                         |
| Jahr | Titel Musiklabel                                              | DE | UK | US | Anmerkungen                                                                         |
| ---- | ------------------------------------------------------------- | --- | --- | --- | ----------------------------------------------------------------------------------- |
| 1971 | Glen Campbell’s Greatest Hits Capitol Records                 | — | UK8 (124 Wo.)UK | US39 Platin · (27 Wo.)US | Erstveröffentlichung: Februar 1971                                                  |
| 1976 | The Best of Glen Campbell Capitol Records                     | — | — | US116 (6 Wo.)US | Erstveröffentlichung: Oktober 1976                                                  |
| 1976 | 20 Golden Greats Capitol Records                              | — | UK1 Platin · (27 Wo.)UK | — |                                                                                     |
| 1989 | The Complete Glen Campbell: His 20 Greatest Hits Stylus Music | — | UK47 (4 Wo.)UK | — |                                                                                     |
| 2000 | 20 Greatest Hits Capitol Records                              | — | — | US43 (2 Wo.)US | Erstveröffentlichung: 29. Februar 2000 Charteinstieg in USA nach Campbells Tod 2017 |
| 2003 | All the Best Capitol Records                                  | — | — | US89 (1 Wo.)US | Erstveröffentlichung: 28. Januar 2003                                               |
| 2009 | Greatest Hits Capitol Records                                 | — | UK68 Gold · (2 Wo.)UK | — | Erstveröffentlichung: 10. Februar 2009                                              |

Weitere Kompilationen
- 1966: Glen Campbell Plays 12-string Guitar
- 1968: Guitar Gold (Stan Capps and His Piano feat. Glen Campbell)
- 1968: Country Soul
- 1968: A Satisfied Mind
- 1969: Country Music Star No. 1
- 1968: Christmas with Glen Campbell (mit The Hollywood Pops Orchestra with the Voices of Christmas)
- 1969: This Is Glen Campbell
- 1970: The Glen Campbell Album
- 1970: Limited Collectors Edition
- 1972: The Artistry of Glen Campbell (Sammlung von B-Seiten)
- 1972: Gentle on My Mind
- 1973: Words
- 1973: The Good Time Songs of Glen Campbell (2 LPs)
- 1973: Christmas with Glen Campbell & Sonny James (mit Sonny James)
- 1975: More Words
- 1975: I’ll Paint You a Song
- 1975: Arkansas
- 1976: Glen Campbell Sings America
- 1978: The Great Hits Of (2 LPs)
- 1978: The Glen Campbell Collection: 20 Greatest Hits
- 1980: Heart Touching Songs
- 1981: 20 Classic Tracks
- 1982: 20 Golden Pieces of Glen Campbell
- 1983: All I Have to Do Is Dream (mit Bobbie Gentry)
- 1983: Country Boy
- 1984: All Time Favorites
- 1984: The Night Before Christmas
- 1984: Country Favourites
- 1987: The Very Best of Glen Campbell
- 1990: Love Songs
- 1990: Classics Collection
- 1990: Greatest Country Hits
- 1990: The Glen Campbell Collection
- 1991: Best of the Early Years
- 1991: Merry Christmas
- 1991: Country Gold
- 1991: All-Time Favorite Hits
- 1993: All-Time Greatest Hits
- 1994: Phoenix
- 1994: Glen Campbell Live! His Greatest Hits
- 1995: The Essential Glen Campbell Volume One
- 1995: The Essential Glen Campbell Volume Two
- 1995: The Essential Glen Campbell Volume Three
- 1995: Southern Nights: His Greatest Hits
- 1995: Jesus and Me: The Collection
- 1997: The Glen Campbell Collection (1962–1989): Gentle on My Mind
- 1997: Branson City Limits
- 1998: Original Gold (2 CDs)
- 1998: The Capitol Years 65/77
- 1999: 20 Great Love Songs
- 2000: Country Greatest
- 2000: Glen Campbell Christmas
- 2000: Super Hits
- 2001: Glen Campbell Signature Series
- 2002: Rhinestone Cowboy: The Best of Glen Campbell (UK: Silber)
- 2003: The Legacy (1961–2002)
- 2004: Glen Campbell Collection
- 2005: Rhinestone Cowboy Live, on the Air & in the Studio
- 2006: Sings the Best of Jimmy Webb 1967–1992
- 2006: The Platinum Collection
- 2006: Classic Campbell (3 CDs)
- 2006: Words and Music
- 2007: 18 Greatest
- 2007: Portrait Collection (2 CDs)
- 2007: Legends in Music Collection (2 CDs)
- 2012: The Inspirational Collection
- 2013: Gentle on My Mind: The Best of Glen Campbell (UK: Gold)
- 2016: Ballads and Bluegrass
- 2016: Playlist: The Best of the Atlantic Years

### Soundtracks
| Jahr | Titel Musiklabel                                        | Höchstplatzierung, Gesamtwochen, AuszeichnungChartplatzierungen (Jahr, Titel, Musiklabel, Platzierungen, Wochen, Auszeichnungen, Anmerkungen) | Höchstplatzierung, Gesamtwochen, AuszeichnungChartplatzierungen (Jahr, Titel, Musiklabel, Platzierungen, Wochen, Auszeichnungen, Anmerkungen) | Höchstplatzierung, Gesamtwochen, AuszeichnungChartplatzierungen (Jahr, Titel, Musiklabel, Platzierungen, Wochen, Auszeichnungen, Anmerkungen) | Anmerkungen |
| Jahr | Titel Musiklabel                                        | DE | UK | US | Anmerkungen |
| ---- | ------------------------------------------------------- | --- | --- | --- | --- |
| 1969 | True Grit RCA Records                                   | — | — | US77 (12 Wo.)US | Erstveröffentlichung: Juli 1969 Instrumental-Soundtrack von Elmer Bernstein zum Film Der Marshal Titellied gesungen von Glen Campbell |
| 1970 | Norwood Capitol Records                                 | — | — | US90 (13 Wo.)US | Erstveröffentlichung: Juni 1970 enthält sechs Songs von Al DeLory                                                                     |
| 1976 | Orange Blossom Special – Duelin’ Banjos Liberty Records | — | — | — | Erstveröffentlichung: 1976 mit Carl Jackson; zum Film Delivrance                                                                      |
| 1992 | Rock-a-Doodle Liberty Records                           | — | — | — | Erstveröffentlichung: 13. April 1992                                                                                                  |
| 2014 | Glen Campbell: I’ll Be Me Big Machine Records           | — | — | — | Erstveröffentlichung: 31. Oktober 2014                                                                                                |

### EPs
| Jahr | Titel Musiklabel                              | Höchstplatzierung, Gesamtwochen, AuszeichnungChartplatzierungen (Jahr, Titel, Musiklabel, Platzierungen, Wochen, Auszeichnungen, Anmerkungen) | Höchstplatzierung, Gesamtwochen, AuszeichnungChartplatzierungen (Jahr, Titel, Musiklabel, Platzierungen, Wochen, Auszeichnungen, Anmerkungen) | Höchstplatzierung, Gesamtwochen, AuszeichnungChartplatzierungen (Jahr, Titel, Musiklabel, Platzierungen, Wochen, Auszeichnungen, Anmerkungen) | Anmerkungen                            |
| Jahr | Titel Musiklabel                              | DE | UK | US | Anmerkungen                            |
| ---- | --------------------------------------------- | --- | --- | --- | -------------------------------------- |
| 2014 | Glen Campbell: I’ll Be Me Big Machine Records | — | — | — | Erstveröffentlichung: 17. Oktober 2014 |

## Singles
| Jahr | Titel Album                                                                      | Höchstplatzierung, Gesamtwochen, AuszeichnungChartplatzierungen (Jahr, Titel, Album, Platzierungen, Wochen, Auszeichnungen, Anmerkungen) | Höchstplatzierung, Gesamtwochen, AuszeichnungChartplatzierungen (Jahr, Titel, Album, Platzierungen, Wochen, Auszeichnungen, Anmerkungen) | Höchstplatzierung, Gesamtwochen, AuszeichnungChartplatzierungen (Jahr, Titel, Album, Platzierungen, Wochen, Auszeichnungen, Anmerkungen) | Anmerkungen                                                                                |
| Jahr | Titel Album                                                                      | DE | UK | US | Anmerkungen                                                                                |
| ---- | -------------------------------------------------------------------------------- | --- | --- | --- | ------------------------------------------------------------------------------------------ |
| 1961 | Turn Around, Look at Me Turn Around and Look at Me                               | — | — | US62 (10 Wo.)US | Erstveröffentlichung: 2. Oktober 1961                                                      |
| 1962 | Too Late to Worry – Too Blue to Cry                                              | — | — | US76 (2 Wo.)US | Erstveröffentlichung: 23. Juni 1962                                                        |
| 1965 | The Universal Soldier –                                                          | — | — | US45 (7 Wo.)US | Erstveröffentlichung: 4. September 1965                                                    |
| 1967 | Gentle on My Mind                                                                | — | — | US39 (16 Wo.)US | Erstveröffentlichung: Juni 1967                                                            |
| 1967 | By the Time I Get to Phoenix                                                     | — | — | US26 (11 Wo.)US | Erstveröffentlichung: 7. Oktober 1967                                                      |
| 1968 | Hey Little One Hey, Little One                                                   | — | — | US54 (7 Wo.)US | Erstveröffentlichung: 6. Januar 1968                                                       |
| 1968 | I Wanna Live                                                                     | — | — | US36 (12 Wo.)US | Erstveröffentlichung: 24. März 1968                                                        |
| 1968 | Dreams of the Everyday Housewife Wichita Lineman                                 | — | — | US32 (8 Wo.)US | Erstveröffentlichung: 24. Mai 1968                                                         |
| 1968 | Mornin’ Glory Bobbie Gentry & Glen Campbell                                      | — | — | US74 (6 Wo.)US | Erstveröffentlichung: 12. Oktober 1968 mit Bobbie Gentry                                   |
| 1968 | Wichita Lineman                                                                  | — | UK7 Gold · (14 Wo.)UK | US3 Gold · (15 Wo.)US | Erstveröffentlichung: Oktober 1968                                                         |
| 1969 | Let It Be Me Bobbie Gentry & Glen Campbell                                       | — | — | US36 (9 Wo.)US | Erstveröffentlichung: 11. Januar 1969 mit Bobbie Gentry                                    |
| 1969 | Galveston                                                                        | — | UK14 (10 Wo.)UK | US4 Gold · (12 Wo.)US | Erstveröffentlichung: 24. Februar 1969                                                     |
| 1969 | Where’s the Playground Susie Galveston                                           | — | — | US26 (8 Wo.)US | Erstveröffentlichung: 19. April 1969                                                       |
| 1969 | True Grit                                                                        | — | — | US35 (7 Wo.)US | Erstveröffentlichung: 12. Juli 1969                                                        |
| 1969 | Try a Little Kindness                                                            | — | UK45 (2 Wo.)UK | US23 (11 Wo.)US | Erstveröffentlichung: 2. Oktober 1968                                                      |
| 1969 | All I Have to Do Is Dream Glen Campbell’s Greatest Hits                          | — | UK3 (14 Wo.)UK | US27 (10 Wo.)US | mit Bobbie Gentry                                                                          |
| 1970 | Honey Come Back Try a Little Kindness                                            | — | UK4 (19 Wo.)UK | US19 (9 Wo.)US | Erstveröffentlichung: Januar 1970                                                          |
| 1970 | Oh Happy Day                                                                     | — | — | US40 (8 Wo.)US | Erstveröffentlichung: 28. März 1970                                                        |
| 1970 | Everything a Man Could Ever Need Norwood                                         | — | UK32 (5 Wo.)UK | US52 (8 Wo.)US | Erstveröffentlichung: 20. Juni 1970                                                        |
| 1970 | It’s Only Make Believe The Glen Campbell Goodtime Album                          | — | UK4 (14 Wo.)UK | US10 (12 Wo.)US | Erstveröffentlichung: 25. August 1970                                                      |
| 1971 | Dream Baby (How Long Must I Dream) The Last Time I Saw Her                       | — | UK39 (3 Wo.)UK | US31 (7 Wo.)US | Erstveröffentlichung: Februar 1971                                                         |
| 1971 | The Last Time I Saw Her                                                          | — | — | US61 (7 Wo.)US | Erstveröffentlichung: 12. Juni 1971                                                        |
| 1971 | I Say a Little Prayer / By the Time I Get to Phoenix Anne Murray / Glen Campbell | — | — | US81 (5 Wo.)US | Erstveröffentlichung: 30. September 1971 mit Anne Murray, Medley                           |
| 1972 | I Will Never Pass This Way Again Glen Travis Campbell                            | — | — | US61 (7 Wo.)US | Erstveröffentlichung: 5. August 1972                                                       |
| 1972 | One Last Time Glen Travis Campbell                                               | — | — | US78 (7 Wo.)US | Erstveröffentlichung: 17. November 1972                                                    |
| 1973 | I Knew Jesus (Before He Was a Star)                                              | — | — | US45 (12 Wo.)US | Erstveröffentlichung: März 1973                                                            |
| 1974 | Houston (I’m Comin’ to See You) Houston (I’m Comin’ to See You!)                 | — | — | US78 (6 Wo.)US | Erstveröffentlichung: 12. Januar 1974                                                      |
| 1975 | Rhinestone Cowboy                                                                | DE31 (6 Wo.)DE | UK4 Silber · (12 Wo.)UK | US1 Gold · (23 Wo.)US | Erstveröffentlichung: 12. Mai 1975                                                         |
| 1975 | Country Boy (You Got Your Feet in L. A.) Rhinestone Cowboy                       | — | — | US11 (14 Wo.)US | Erstveröffentlichung: 6. Oktober 1975                                                      |
| 1976 | Don’t Pull Your Love / Then You Can Tell Me Goodbye Bloodline                    | — | — | US27 (10 Wo.)US | Erstveröffentlichung: 24. März 1976 Medley                                                 |
| 1977 | Southern Nights                                                                  | DE18 (15 Wo.)DE | UK28 Silber · (6 Wo.)UK | US1 Platin · (21 Wo.)US | Erstveröffentlichung: Januar 1977                                                          |
| 1977 | Sunflower Southern Nights                                                        | DE19 (16 Wo.)DE | — | US39 (11 Wo.)US | Erstveröffentlichung: 20. Juni 1977                                                        |
| 1978 | Can You Fool Basic                                                               | — | — | US38 (11 Wo.)US | Erstveröffentlichung: 12. Januar 1979                                                      |
| 1980 | Somethin’ ’Bout You Baby I Like                                                  | — | — | US42 (10 Wo.)US | Erstveröffentlichung: 14. April 1980 mit Rita Coolidge                                     |
| 1981 | I Don’t Want to Know Your Name It’s the World Gone Crazy                         | — | — | US65 (5 Wo.)US | Erstveröffentlichung: 30. Januar 1981                                                      |
| 1981 | I Love My Truck The Night the Lights Went Out in Georgia (Soundtrack)            | — | — | US94 (3 Wo.)US | Erstveröffentlichung: 14. Juli 1981 vom Soundtrack des Films Amanda läßt die Puppen tanzen |
| 2002 | Rhinestone Cowboy (Giddy Up Giddy Up) –                                          | — | UK12 (8 Wo.)UK | — | Rikki & Daz feat. Glen Campbell                                                            |
| 2014 | I’m Not Gonna Miss You –                                                         | — | — | US90 (1 Wo.)US |                                                                                            |

Weitere Singles
- 1958: I’ve Got to Win
- 1961: Death Valley
- 1962: The Miracle of Love
- 1962: Here I Am
- 1962: Kentucky Means Paradise (The Green River Boys feat. Glen Campbell)
- 1963: Prima Donna
- 1963: Dark as a Dungeon (The Green River Boys feat. Glen Campbell)
- 1964: Let Me Tell You ’Bout Mary
- 1964: Summer, Winter, Spring and Fall
- 1965: Tomorrow Never Comes
- 1965: Guess I’m Dumb
- 1965: Private John Q
- 1966: Satisfied Mind
- 1966: Burning Bridges
- 1967: Just to Satisfy You
- 1968: Christmas Is for Children
- 1969: Delight, Arkansas
- 1969: Homeward Bound / (Sittin’ On) The Dock of the Bay / Mary in the Morning (EP)
- 1971: Oklahoma Sunday Morning
- 1972: Manhattan Kansas
- 1973: Bring Back My Yesterday
- 1973: Wherefore and Why
- 1974: Bonaparte’s Retreat
- 1974: It’s a Sin When You Love Somebody
- 1976: Don’t Pull Your Love, Then You Can Tell Me Goodbye
- 1976: See You on Sunday
- 1977: God Must Have Blessed America
- 1978: Another Fine Mess
- 1979: I’m Gonna Love You (Promo)
- 1979: California (Promo)
- 1979: Hound Dog Man
- 1980: Any Which Way You Can
- 1981: Why Don’t We Just Sleep on It Tonight (mit Tanya Tucker)
- 1982: Old Home Town
- 1983: I Love How You Love Me
- 1983: On the Wings of My Victory (Promo)
- 1984: (Love Always) Letter to Home
- 1984: A Lady Like You
- 1984: Faithless Love
- 1985: It’s Just a Matter of Time
- 1987: The Hand That Rocks the Cradle
- 1987: Still within the Sound of My Voice
- 1988: Light Years
- 1988: I Remember You
- 1989: She’s Gone, Gone, Gone
- 1991: Unconditional Love

## Boxsets
- 1969: The Great Glen Campbell (Box mit 7 LPs, UK: Silber)
- 1972: Glen Campbell’s Golden Favorites
- 1993: Greatest Hits and Finest Performances

## Statistik

### Chartauswertung
|                     | DE    | UK     | US     |
| ------------------- | ----- | ------ | ------ |
| Nummer-eins-Alben   | DE—DE | UK1UK  | US1US  |
| Top-10-Alben        | DE—DE | UK3UK  | US3US  |
| Alben in den Charts | DE—DE | UK15UK | US31US |

|                       | DE    | UK     | US     |
| --------------------- | ----- | ------ | ------ |
| Nummer-eins-Singles   | DE—DE | UK—UK  | US2US  |
| Top-10-Singles        | DE—DE | UK5UK  | US5US  |
| Singles in den Charts | DE3DE | UK11UK | US37US |

### Auszeichnungen für Musikverkäufe
| Silberne Schallplatte - Vereinigtes Königreich - 2013: für das Album Best Of Goldene Schallplatte - Hongkong - 1978: für das Album 20 Golden Greats - Kanada - 1977: für die Single Southern Nights - Neuseeland - 2003: für das Album Greatest Hits |

Anmerkung: Auszeichnungen in Ländern aus den Charttabellen bzw. Chartboxen sind in ebendiesen zu finden.
| Land/RegionAuszeichnungen für Musikverkäufe (Land/Region, Auszeichnungen, Verkäufe, Quellen) | Silber     | Gold       | Platin     | Verkäufe   | Quellen                   |
| -------------------------------------------------------------------------------------------- | ---------- | ---------- | ---------- | ---------- | ------------------------- |
| Hongkong (IFPI/HKRIA)                                                                        | —          | Gold1      | —          | 10.000     | ifpihk.org                |
| Kanada (MC)                                                                                  | —          | Gold1      | —          | 75.000     | musiccanada.com           |
| Neuseeland (RMNZ)                                                                            | —          | Gold1      | —          | 7.500      | aotearoamusiccharts.co.nz |
| Vereinigte Staaten (RIAA)                                                                    | —          | 10× Gold10 | 7× Platin7 | 12.000.000 | riaa.com                  |
| Vereinigtes Königreich (BPI)                                                                 | 6× Silber6 | 5× Gold5   | Platin1    | 1.900.000  | bpi.co.uk                 |
| Insgesamt                                                                                    | 6× Silber6 | 18× Gold18 | 8× Platin8 |            |                           |